# Obrigação de não fazer
As obrigações de não fazer (ou obrigações negativas) são aquelas em que o devedor fica obrigado a se abster, mantendo-se em uma situação de omissão para com o credor. Assim como as obrigações de fazer, integram as obrigações de prestação de fato, sendo que aquelas pressupõem uma ação, enquanto nestas não se pratica o ato que livremente o faria se não estivesse obrigado.
As obrigações de não fazer são sempre personalíssimas e indivisíveis; e podem se dar por meio de contrato, de lei ou de sentença judicial, ocorrendo nos casos em que o devedor é obrigado a se abster da prática de algum ato que normalmente poderia exercer ou quando é obrigado a permitir certos atos, aos quais poderia se opor, não fosse a obrigação assumida.
É importante salientar que tais prestações devem respeitar certos limites, não exigindo do devedor grande sacrifício da sua liberdade ou não indo de encontro aos direitos fundamentais da pessoa humana, pois, do contrário, serão ilícitas.
Como exemplos, podemos citar o caso de um dono de supermercado que se obriga a não abrir outro deste no mesmo bairro, ou mesmo do comprador que se obriga a não construir, no terreno adquirido, edifício superior a uma altura determinada. No entanto, quando praticam o ato do qual se obrigaram a não fazer, temos a inadimplência. Assim dispõe o art. 390, segundo o qual “nas obrigações negativas, o devedor é havido por inadimplente desde o dia em que executou o ato de que se devia abster”.

## Responsabilidade pelo descumprimento
De acordo com o artigo 250 do Código Civil de 2002, quando o descumprimento da obrigação for alheio à vontade do devedor, impossibilitando a abstenção a qual este se obrigou, e não havendo culpa, a obrigação será extinta e o mesmo não responderá por perdas e danos. Nesses casos, a impossibilidade pode se dar por caso fortuito, força maior ou fato do príncipe.
Para evitar o enriquecimento sem causa, a relação entre as partes volta a ser o que era antes, após extinguida a obrigação. Logo, o valor recebido pelo devedor, que não foi gasto com despesa, será devolvido ao credor; e havendo despesa, esta será descontada do valor a ser pago.
Entretanto, quando o inadimplemento ocorre por culpa ou dolo do devedor, realizando este o ato do qual tinha o dever de abster-se, pode o credor exigir que ele o desfaça, sob pena de ser desfeito à sua custa, tendo direito à indenização por perdas e danos (CC, art. 251). A obrigação nesse caso não se extingue, continuando o devedor a não fazer o que se comprometeu pelo tempo acordado ou por aquele que a lei determinou. Todavia, poderá o juiz decidir se não houve acordo prévio entre as partes.
O artigo 251 traz também em seu parágrafo único que “em caso de urgência, pode o credor, independentemente de autorização judicial, executar ou mandar executar o fato, sendo depois ressarcido”. Desse modo, tem-se mais uma garantia ao credor da obrigação negativa, mas apenas quando houver evidente urgência, sendo ele livre para proceder ao desfazimento sem prévia autorização judicial, no qual o devedor deverá ressarcir as perdas e danos.
Havendo abuso ou exercício irregular dessa autotutela civil, poderá ser aplicado o art. 187 do Código Civil de 2002, que atribuirá ao credor responsabilidade objetiva, intentando para o que diz o Enunciado n. 37 do CJF/STJ, no qual “a responsabilidade civil decorrente do abuso do direito independe de culpa, e fundamenta-se somente no critério objetivo-finalístico”.

## Execução da obrigação de não fazer
As regras de execução das obrigações de não fazer, após verificada inadimplência do devedor, encontram-se no Código de Processo Civil. O artigo 822 determina que o credor deverá requerer ao juiz que ele assine um prazo para o devedor desfazer ato que praticou e cuja abstenção estava obrigado por lei ou por contrato.
Já o artigo 823 estabelece que se houver recusa ou mora do devedor, o credor poderá requerer ao juiz que mande desfazer o ato à custa daquele, que responderá por perdas e danos.
Além disso, indica em seu parágrafo único que “não sendo possível desfazer-se o ato, a obrigação resolve-se em perdas e danos, caso em que, após a liquidação, se observará o procedimento de execução por quantia certa”.
Esses artigos trazem mais uma obrigação de desfazer o ato, cuja abstenção o executado se obrigara, sendo, então, uma intenção reparatória. Há ainda a possibilidade de ser imposta multa ao devedor (art. 814, NCPC), como coerção ao atraso no cumprimento de sua obrigação.